# Mount Victoria
Mount Victoria est un village de Nouvelle-Galles du Sud en Australie dans les montagnes Bleues.
Il s'agit du village le plus à l'ouest de la ville de Blue Mountains.

## Histoire
Mount Victoria est situé sur une extension de plateau escarpé du mont York à l'emplacement d'un camp de 1813 des explorateurs Gregory Blaxland, William Wentworth et William Lawson. Une carte de Thomas Mitchell qui, avec Robert Dixon et Edmund Lockyer y est passé en 1827, la nomme d'abord One Tree Hill en 1834, d'où le nom du canton sa création en 1866.
Après la construction de la route qui traverse les montagnes Bleues, un octroi est ouvert en 1849 à environ 1 kilomètre à l'est du canton actuel et la zone est également connue sous le nom de Broughton's Waterhole Toll Bar. Les autocars ont été facturés au péage en fonction de leur degré de suspension, ceux sans ressorts n'ont pas été facturés car on croyait qu'ils aideraient à écraser la surface de la route.
Après l'ouverture de la gare, marquant la fin de la ligne ferroviaire principale de l'Ouest, en 1868, la ville prend le nom de Mount Victoria et le nom est officiellement changé après la construction du premier bureau de poste en 1876.
À la fin du XIXe siècle, la ville devient une colonie prospère.
La ville est le point de départ de nombreuses randonnées dans le bush et dispose de plusieurs points de vue sur la vallée de Kanimbla, dont celui du mont Piddington.
La gare ferroviaire est, avec Lithgow, le terminus de la Blue Mountains Line. La ville est située à la jonction de la Great Western Highway et de la Darling Causeway to Bell. Transport for NSW étudie la possibilité de moderniser la Great Western Highway afin de contourner la ville et le col escarpé de Victoria Pass jusqu'à Little Hartley, à l'ouest,,.